# 亞歷克斯·阿比尼斯

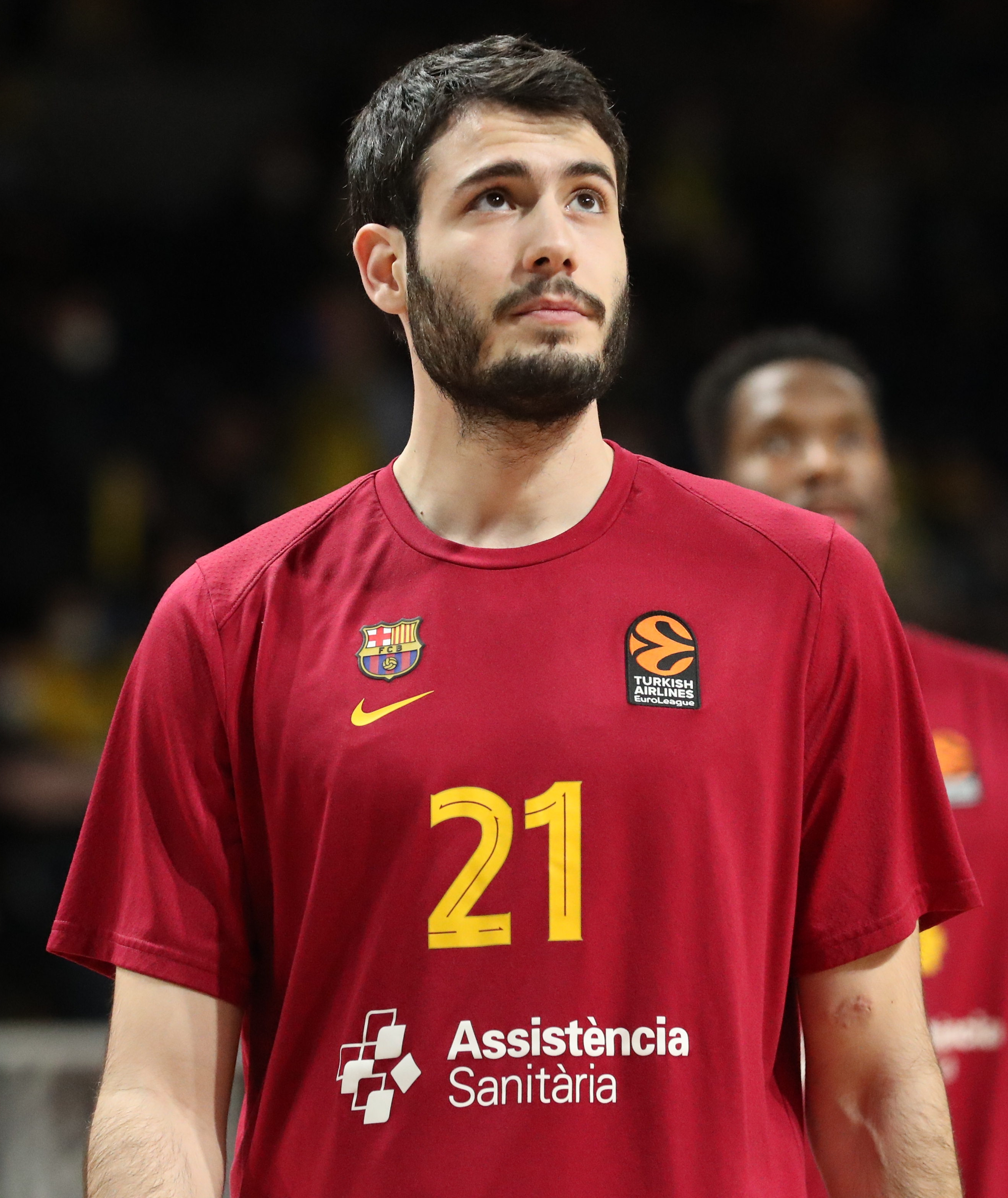
亚历克斯·阿夫里内斯 (2022)

亚历克斯·阿夫里内斯（西班牙語：Àlex Abrines，1993年8月1日—），出生于西班牙巴利阿里群岛帕尔马，西班牙籃球運動員。在場上的位置是得分後衛或小前鋒。他現在效力於巴塞罗那。他在2012年7月加盟巴塞羅那。他也代表西班牙參加了2011年世界籃球U18錦標賽。2016年里約奧運也代表西班牙拿下銅牌。